# Винтовка Карле

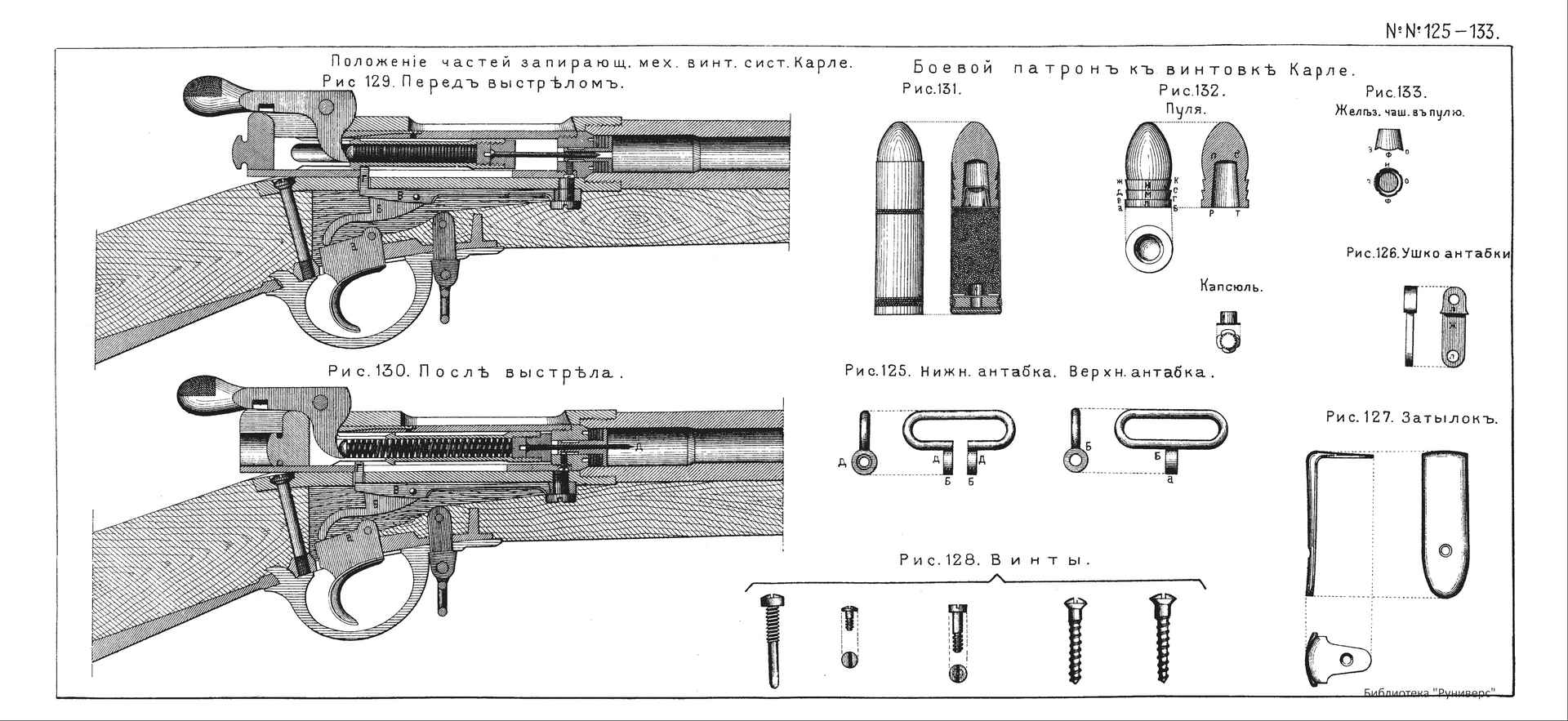
Чертёж системы Карле в разрезе

Винтовка Карле (в источниках XIX века чаще Ка́рля) — игольчатая однозарядная винтовка, принятая на вооружение Русской императорской армии в 1867 году.

## История
В 1865 году английский подданный немецкого происхождения Иоганн Фридрих Христиан Карле (Carle, в немецких источниках Карл, в русских источниках также Карль) ознакомился в Зуле с запатентованной в Германии в том же году игольчатой винтовкой местного оружейника Карла Августа Лука, и в августе следующего года, внеся небольшие изменения (см. ниже), предложил её России как свою. На тот момент он проживал в Гамбурге, ему помогал местный житель Э. Зонс.
Успехи игольчатой винтовки Дрейзе в только что завершившейся австро-прусской войне побудили российское командование, только что заказавшей переделку 115 тысяч 6-линейных дульнозарядных винтовок по капсюльной казнозарядной системе Терри — Нормана, ко введению собственной игольчатой винтовки. Однако модель Иоганна Дрейзе была забракована ещё в 1865, как и винтовка Шасспо, системы Поппенбурга (патент 1863 г.) и Спангенберг — Зауэра (патент 1865 г.) также не были одобрены.
Находившийся за рубежом капитан гвардейской артиллерии Н. И. Чагин по поручению из Петербурга осмотрел предложенную Карле и Зонсом конструкцию и признал её заслуживавшей внимания, поэтому они переделали русскую винтовку — однако и такая переделка была признана не вполне удовлетворительной. Группе русских оружейников под руководством уже полковника Чагина поручили капитально переработать конструкцию, что и было сделано, и после минимальных испытаний (всего 1800 выстрелов) 28 марта 1867 винтовка принимается на вооружение под обозначением 6-лин. скорострельной игольчатой винтовки, без каких-либо фамилий.
Однако при запуске в серию выяснилось, что введённая Чагиным для избежания смещения патрона вперёд коническая камора нетехнологична, и что ему пришлось разработать новую цилиндрическую камору со специальным расширением, обеспечивающим совместимость патрона как с хорошо сохранившимися стволами калибра 6 линий, так и с расстрелянными калибра 6,2 линии. Осенью 1867 конструкция была финализирована, но переделка винтовок началась лишь в следующем году, а массово — вообще в 1869-м, при этом качество у многих частных подрядчиков оставляло желать лучшего.
К тому моменту стало понятно, что новый металлический патрон конструкции Бердана удовлетворяет всем требованиям военных, а бумажный патрон и игольчатая винтовка с их фундаментальными недостатками (прорыв газов через затвор, поломки иглы, промокаемость и т. д.) уходит в прошлое. Был принят на вооружение 4,2-линейный винтовочный патрон и к нему закуплено оборудование для производства гильз, а для переделки дульнозарядных винтовок была принята система Крнка.
В 1867 году фирма Людвига Лёве подала патентную заявку на винтовку Карле, которую заблокировала жалоба Лука. В 1868 году Карле, проживавшему на тот момент в Лондоне, удалось получить английский патент.
На начало 1877 в действующей армии стояло на вооружении чуть более 150 тысяч игольчатых винтовок (при ещё 51 тысяче в запасе), им были вооружены части Кавказского округа, воевавшие с турками, а также Туркестанского, Оренбургского, Западно-Сибирского и Восточно-Сибирского округов. После перевооружения на 4,2-линейную винтовку Бердана обр. 1870 года игольчатые ружья продолжали использоваться в Сибири военными охотничьими командами, сформированными в 1886 году, где использовались против крупных опасных зверей.

## Устройство

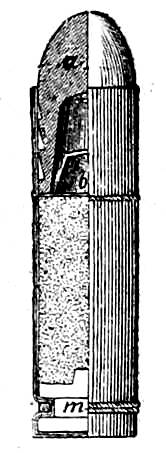
Патрон

Первые винтовки Карле переделывались из дульнозарядных 6-линейных ружей обр. 1856 года. Переработке подвергалась ствольная коробка с затвором, заменялась ложа. Затвор был скользящий с подъёмом рукояти, которая взводила ударник с иглой.
Разница с вышеупомянутой системой Лука ограничивалась формой рукоятки, заменой фиксирующей затвор пружины на винт и введением обтюратора системы Шасспо — правда, не резинового, а кожаного.
Для винтовки Карле был принят бумажный патрон системы Вельтищева, состоящий из бумажной гильзы, пули Мисереда, прокладки, порохового заряда и картонного поддона с капсюлем. Вопреки изначальным планам, из-за сложности его конструкции изготавливать его в войсках было невозможно. Для воспламенения была игла в затворе, которая пробивала дно поддона и накалывала капсюль. Экстрактора не было, поскольку патрон сгорал при выстреле, а не сгоревшие остатки выталкивались пулей при следующем выстреле. Скорострельность винтовки — 8—10 выстр./мин. Общая длина со штыком — 184,5 см, без штыка — 132 см, вес со штыком — 4,9 кг, без штыка — 4,5 кг.